# 女孩萬歲
《女孩萬歲》是玛俐欧金田創作的日本漫畫作品，於《月刊少年Ace》2000年至2005年期間進行連載，單行本全10卷。繁體中文版漫畫由台灣東販出版。
2004年改編成電視動畫，2005年1月開始播放第二季，兩季全24話。2005年1月27日發售PlayStation 2的戀愛冒險類型遊戲《女孩萬歲 Romance15's》（GIRLSブラボー Romance15's）。

## 故事簡介
佐佐木雪成是水野町一位對女生有恐懼症，一旦與女生接觸就會起蕁麻疹的小男生。他的鄰居是和他從小是青梅竹馬的叫作桐繪的女生，卻無法和她直接接觸。他一次偶然透過家裡的浴缸去到異世界藍森林之都西蓮，認識了美晴（米哈露），更驚覺當與她相處時，居然沒有過敏反應。因此，他很努力與美晴交往。故事講述男女主角在穿梭兩地時所發生的趣事。

## 主要角色
佐佐木雪成（聲：能登麻美子）
水野高等學園二年級生。父親長期出差，母親為了方便照顧父親也跟著去了。興趣是釣魚。個子很矮又很遲鈍，從小就一直被女性欺負，天生對女孩過敏，只要碰觸到女生（或是被女生碰觸）就會起蕁麻疹。碰到米哈露時，是唯一的例外。曾經扮成女生，名為「佐藤雪菜」。
生日：3月31日
米哈露・瑟娜・卡娜卡（聲：川澄綾子）
不小心從西蓮來到地球的女孩。廚藝很好。個性單純。食量極大，喜歡吃香蕉。努力想要治好雪成害怕女生的毛病。有時會一臉呆樣的發出「哦」的聲音。
小島桐繪（聲：斎藤千和）
雪成的青梅竹馬。與雪成同班。個性相當粗暴。害怕幽靈、恐怖片、超自然現象……等等。
生日：8月3日
瑪哈露・瑟娜・卡娜卡（聲：大原さやか）
米哈露的姊姊。委託過可悠蜜帶米哈露回去。
可悠蜜・哈蕾・娜娜卡（聲：倉田雅世）
隸屬於西蓮時空管理局。有男性恐懼症，尤其對於和春。父親是地球人。出人意外的拿手桌球。
朵茉卡・拉娜・修德（聲：齋藤彩夏）
協助可悠蜜執行任務，自稱西蓮時空管理局搜查科的精英搜查官。不喜歡被別人當成小孩子。
福山和春（聲：置鮎龍太郎）
自以為是、自視風流的富家子，與雪成同班。跟雪成不同，他是個碰到男生就會過敏的傢伙，也因此常被此「絕技」吃得死死的。老愛稱呼雪成為「矮子」。擁有小強般的生命力。他的最愛是：性騷擾女生。
福山莉紗（聲：松岡由貴）
和春的妹妹，水野高等學園一年級生。喜愛黑魔法。因收聽占卜廣播節目的預言，而碰巧雪成與其預言相同，進而認為雪成是她的真命天子而極力追求。
疾風（聲：星野貴紀）
莉紗的監護人兼情報官。戴著眼鏡。隨身帶著照相機拍照。
小雨（聲：升望）
莉紗的監護人兼情報官。手上拿著一把手槍，用來射擊干擾的和春。對桐繪有某種愛戀。
小蝦（聲：金田朋子）
來自西蓮的奇怪生物，現為米哈露的寵物。常被朵茉卡玩弄，也曾被她變成小女孩。當它經歷5年一次的成長都會吸收女孩子的夢境做為養分，因此週遭的女孩子都會睡覺。
梨梨花・史戴希（聲：桑谷夏子）
和春的女僕。戰鬥能力高超。

## 出版書籍
| 卷數 | 角川書店                   | 角川書店                                        | 台灣東販       | 台灣東販               |
| 卷數 | 發售日期                   | ISBN                                            | 發售日期       | ISBN                   |
| ---- | -------------------------- | ----------------------------------------------- | -------------- | ---------------------- |
| 1    | 2001年6月27日              | ISBN 4-04-713435-X                              | 2002年11月24日 | ISBN 978-957-473-407-8 |
| 2    | 2001年11月28日             | ISBN 4-04-713466-X                              | 2002年12月24日 | ISBN 978-957-473-426-9 |
| 3    | 2002年4月25日              | ISBN 4-04-713491-0                              | 2003年1月24日  | ISBN 978-957-473-433-7 |
| 4    | 2002年8月28日              | ISBN 4-04-713506-2                              | 2003年1月24日  | ISBN 978-957-473-434-4 |
| 5    | 2003年2月26日              | ISBN 4-04-713535-6                              | 2003年5月15日  | ISBN 978-957-473-483-2 |
| 6    | 2003年8月27日              | ISBN 4-04-713570-4                              | 2003年10月24日 | ISBN 978-957-473-554-9 |
| 7    | 2004年4月1日               | ISBN 4-04-713616-6                              | 2004年6月28日  | ISBN 978-957-473-677-5 |
| 8    | 2004年6月16日              | ISBN 4-04-713631-X                              | 2004年8月27日  | ISBN 978-957-473-723-9 |
| 9    | 2004年11月22日             | ISBN 4-04-713682-4                              | 2005年1月24日  | ISBN 978-957-473-808-3 |
| 10   | 2005年3月23日 2005年4月7日 | ISBN 4-04-713717-0（限定版） ISBN 4-04-713716-2 | 2005年6月24日  | ISBN 978-957-473-908-0 |

## 電視動畫

### 工作人員
- 原作：玛俐欧金田
- 導演：青木英[5][6]
- 系列構成：渡邊陽
- 角色設計、總作畫監督：牧野龍一
- 美術監督：河合泰利
- 撮影監督：大前亮介（第一季）、佐藤正人（第二季）
- 色彩設計：友野亞紀子
- 編輯：重村建吾
- 音樂：上松範康
- 音響監督：鶴岡陽太
- 製作人：松崎義之、高瀬敦也（第一季）→北浦宏之（第二季）
- 動畫製作：AIC Spirits
- 制作協力：WOWOW（第2期）
- 制作：Girls Bravo製作委員會（角川書店、Happinet、Klockworx）、富士電視台（第一季）

### 主題曲
片頭曲
- 「going my way」（first season）

作詞．作曲：tororo　編曲：Angel Note　歌：yozuca*
- 「Ever After」（second season）

作詞．作曲：tororo　編曲：Angel Note　歌：yozuca*
片尾曲
- （first season）

作詞：橋本美雪　作曲：酒井真理子　編曲：景家淳　歌：橋本美雪
- 「and then,」（second season）

作詞．作曲：橋本美雪　編曲：景家淳　歌：橋本美雪
插入曲
- （first season第9～10話、second season第4話）

作詞：井出安軌　作曲．編曲：上松範康　歌：新谷良子
- （米哈露的角色曲）（second season第3話）

作詞：江幡育子　作曲：Raqia　編曲：Angel Note　歌：橋本美雪
- （朵茉卡的角色曲）（second season第5話）

作詞：江幡育子　作曲：Kenji　編曲：Angel Note　歌：中山♥マミ
- （可悠蜜的角色曲）（second season第10話）

作詞：江幡育子　作曲：鶴田勇気　編曲：Angel Note　歌：みるくくるみ

### 各話標題
| 話數          | 日文標題     | 中文標題           | 劇本             | 分鏡            | 演出         | 作畫監督                    |
| first season  | first season | first season       | first season     | first season    | first season | first season                |
| ------------- | ------------ | ------------------ | ---------------- | --------------- | ------------ | --------------------------- |
| 1             |              | 浴室萬歲！         | 渡辺陽           | 青木英          | 信田コウ     | 梶浦紳一郎                  |
| 2             |              | 學校萬歲！         | 渡辺陽           | 石平信司 青木英 | 花井信也     | 荒尾英幸                    |
| 3             |              | 料理萬歲！         | 渡辺陽           | 古川政美 青木英 | 西山明樹彥   | 中島美子                    |
| 4             |              | 豪宅萬歲！         | 渡辺陽           | 友田政晴        | 友田政晴     | しまだひであき 重松しんいち |
| 5             |              | 雨天萬歲！（前篇） | 渡辺陽           | 上野史博        | 太田知章     | 渡辺純子                    |
| 6             |              | 雨天萬歲！（後篇） | 渡辺陽           | 青木英          | 山口美浩     | 斎藤和也                    |
| 7             |              | 尋找新郎萬歲！     | 渡辺陽           | 五月女浩一朗    | 花井信也     | 荒尾英幸                    |
| 8             |              | 充滿萬歲！         | 日暮茶坊         | 小林一三        | 西山明樹彥   | 中島美子                    |
| 9             |              | 魔法大戰萬歲！     | 渡辺陽           | 井出安軌        | 友田政晴     | しまだひであき 重松しんいち |
| 10            |              | 溫泉萬歲！         | 日暮茶坊         | 友田政晴        | 井草かおる   | 野口木の実                  |
| 11            |              | 乒乓球萬歲！       | ラスプーチン矢野 | 林宏樹          | 椛島洋介     | 木村貴宏                    |
| second season |              |                    |                  |                 |              |                             |
| 1             |              | 游泳池萬歲！       | ラスプーチン矢野 | 林宏樹          | 林宏樹       | 藤沢俊幸                    |
| 2             |              | 比賽萬歲！         | ラスプーチン矢野 | 林宏樹          | 林宏樹       | 藤沢俊幸                    |
| 3             |              | 初次約會萬歲！     | 渡辺陽           | 西山明樹彥      | 西山明樹彥   | 中島美子                    |
| 4             |              | 清掃萬歲！         | ラスプーチン矢野 | 福多潤          | 西村大樹     | 岩田竜治 斎藤和也           |
| 5             |              | 兩人萬歲！         | 日暮茶坊         | 友田政晴        | 小林孝嗣     | しまだひであき 重松しんいち |
| 6             |              | 打工萬歲！         | 日暮茶坊         | 友田政晴        | 福多潤       | 渡辺純子                    |
| 7             |              | 麻將萬歲！         | 渡辺陽           | 大森英敏        | 友田政晴     | 藤沢俊幸                    |
| 8             |              | 兔耳萬歲！         | ラスプーチン矢野 | 小林孝嗣        | 小林孝嗣     | ひのたかふみ                |
| 9             |              | 學園祭萬歲！       | 渡辺陽           | 笹嶋啟一        | 西村大樹     | 斎藤和也                    |
| 10            |              | 晴天的午後萬歲！   | 渡辺陽           | 小林一三        | 西山明樹彥   | 中島美子                    |
| 11            |              | 禮物萬歲！         | 渡辺陽           | 小林孝嗣        | 小林孝嗣     | しまだひであき 重松しんいち |
| 12            |              | 西蓮萬歲！         | 渡辺陽           | 林宏樹          | 福多潤       | 渡辺純子                    |
| 13            |              | 最後萬歲！         | 渡辺陽           | 青木英          | 青木英       | 牧野竜一                    |

## 遊戲
角川書店在2005年1月27日發售PlayStation 2的戀愛冒險類型遊戲《女孩萬歲 Romance15's》（GIRLSブラボー Romance15's）。ファミ通 842號的クロスレビュー評分中滿分40分獲得27分。

### 主題曲
片頭曲「Ever After」
作詞/作曲：tororo　編曲：Angel Note　歌：yozuca*
片尾曲「and then」
作詞/作曲/歌：橋本みゆき　編曲：景家淳

### 工作人員
- 原畫、角色設計：內山紳介
- 劇本：田山奈美、佐和山邁、春日直登
- BGM：長谷川雄俊、山本岳志
- OP影片：しんちん
- CG設計：川人安武
- 程式：山下哲生
- 製作人：藤岡迅彥、飯田均
- 監製：土田大

## 外部連結
- 動畫官方網站（页面存档备份，存于）（富士電視台）（日語）
- GIRLSブラボー Romance15's角川書店（日語）